# Gordonia dalglieshiana
Gordonia dalglieshiana là một loài thực vật có hoa trong họ Theaceae. Loài này được Craib mô tả khoa học đầu tiên năm 1924.